# レアル・エスパーニャ
レアル・クルブ・デポルティーボ・エスパーニャ (スペイン語: Real Club Deportivo España) 、通称レアル・エスパーニャは、ホンジュラスのサン・ペドロ・スーラに本拠地を置くサッカークラブである。

## 歴史
レアル・エスパーニャは1929年7月14日にクラブ・デポルティーボ・エスパーニャとして設立された。
1977年、当時のスペイン国王フアン・カルロス1世から「レアル」の称号を授与された。これはスペイン国外にレアルの称号が与えられた唯一の例である。

## タイトル

### 国内タイトル
- ホンジュラス・プロサッカー・ナショナルリーグ

 (12): 1974, 1975, 1976, 1980, 1988, 1990, 1993, Apertura 2003, Clausura 2007, Apertura 2010, Apertura 2013, Apertura 2017.
- コパ・プレシデンテ

 (2): 1972, 1992

### 国際タイトル
- コパ・インテルクルベスUNCAF

 (2): 1981, 1982
- コパ・プレミア・セントロアメリカーナ

 (1): 2019